# La Roque-sur-Pernes
La Roque-sur-Pernes – miejscowość i gmina we Francji, w regionie Prowansja-Alpy-Lazurowe Wybrzeże, w departamencie Vaucluse.
Według danych na rok 1990 gminę zamieszkiwało 357 osób, a gęstość zaludnienia wynosiła 32 osoby/km² (wśród 963 gmin regionu Prowansja-Alpy-W. Lazurowe La Roque-sur-Pernes plasuje się na 535. miejscu pod względem liczby ludności, natomiast pod względem powierzchni na miejscu 665.).

## Populacja

Populacja La Roque-sur-Pernes w latach 1962–2008